# Sruwen
Sruwen is een bestuurslaag in het regentschap Semarang van de provincie Midden-Java, Indonesië. Sruwen telt 5921 inwoners (volkstelling 2010).